# 일리리아어

고대의 일리리아 민족 분포도.

일리리아어는 고대 당시 발칸반도 서부 지역에 거주하고 있었던 일리리아 민족들이 사용하였던 인도유럽어족 계통의 언어이다.
인도유럽조어(PIE)에서 일리리아어로의 언어 변환과정은 현재 남아있는 일리리아어 계통의 언어에서 추론만 될 뿐, 현재는 어떠한 일리리아어 문학 작품도 남아있지 않아 인도유럽어족 내에서의 위치를 명확하게 하기가 다소 어렵다. 그 불일정함에 의해, 일리리아 어족은 인도-유럽어족에서 고립어로 분류되나, 이들과 다른 언어들의 관련성은 계속하여 연구되고 있다.
기원전에 이탈리아 남부 끄트머리의 메사피아인들이 일리리아 지역에서 건너온 것으로 보이는 민족이므로 그들이 사용하던 메사피아어(Messapian)는 일리리아어와 가까울 것으로 추정된다. 현대에서 보면 알바니아어의 조상격 언어이거나 적어도 고대에 상당한 영향을 주고받았을 가능성이 높다고 간주되나 반론도 있다.

## 같이 보기
- 트라키아어